# Otthonról hazafelé (album)
Az Otthonról hazafelé Varga Miklós első szólólemeze, amely 1990-ben jelent meg.
Hangmérnöke Bohus János, Jánosi Béla, zenei rendezője: Jankai Béla, Varga Miklós. A borítót Vértes György és Rátkai György tervezte.

## Az album dalai
- A/1. Sose félj

(zene: Varga Miklós, szöveg: Varga Mihály)
- A/2. Gyere a térre

(zene: Varga Miklós, szöveg: Varga Mihály)
- A/3. Otthonról hazafelé

(zene: Ács András, Soldos László, Varga Miklós, szöveg: Horváth Attila)
- A/4. Újra indul a játék

(zene: Varga Miklós, szöveg: Varga Mihály)
- A/5. Minden jót Elnök Úr!

(zene és szöveg: Varga Miklós)
- A/6. Boldog vagyok

(zene: Varga Miklós, szöveg: Varga Mihály)
- B/1. Hívd a dalt

(zene: Varga Miklós, szöveg: Varga Mihály)
- B/2. Jöjj vissza

(zene: Varga Miklós, szöveg: Varga Mihály)
- B/3. Hogyan mondjam el

(zene: Varga Miklós, szöveg: Varga Mihály)
- B/4. Mondom a magamét

(zene: Varga Miklós, szöveg: Varga Mihály)
- B/5. Mikor ébredsz fel...

(zene: Varga Miklós, szöveg: Varga Mihály)

## Közreműködők
- Varga Miklós – ének, vokál
- F.F.Miki – gitárok
- Jankai Béla – billentyűs hangszerek, komputerprogramok
- Szentmihályi Gábor – dobok
- Demeter György – vokál
- Keresztes Ildikó – vokál
- Kicska László – basszusgitár
- Szűrös Mátyás – kikiáltás